# Política econômica do governo Barack Obama
A política econômica do governo de Barack Obama, ou em sua forma coloquial "Obamanomics", foi caracterizada por aumentos significativos de impostos sobre os americanos de renda mais alta, com o objetivo de financiar a reforma da saúde, reduzir o déficit orçamentário federal e diminuir a desigualdade de renda. O primeiro mandato do presidente Obama (2009–2013) incluiu medidas destinadas a enfrentar a Grande Recessão e a crise do subprime, iniciadas em 2007. Essas medidas incluíram um grande pacote de estímulo econômico, regulamentação do setor bancário e uma reforma abrangente do sistema de saúde. À medida que a economia melhorou e a criação de empregos continuou durante seu segundo mandato (2013–2017), os cortes de impostos da era Bush foram permitidos expirar para os contribuintes de renda mais alta, e um limite de gastos (sequestro orçamentário) foi implementado para reduzir ainda mais o déficit aos níveis históricos típicos. O número de pessoas sem seguro de saúde foi reduzido em 20 milhões, atingindo o menor nível já registrado em percentual da população. Ao final de seu segundo mandato, o número de pessoas empregadas, a renda familiar mediana real, o mercado de ações e o patrimônio líquido real das famílias estavam todos em níveis recordes, enquanto a taxa de desemprego estava bem abaixo da média histórica.

## Governança corporativa
Em 20 de abril de 2007, Obama apresentou um projeto de lei ao Senado requerindo que as empresas públicas dessem aos acionistas um voto anual não obrigatório sobre remuneração de executivos, popularmente conhecido como Say on pay. Um projeto de lei complementar apresentado pelo republicano Barney Frank foi aprovado pela casa no mesmo dia. Diversas corporações começaram a dar, voluntariamente, aos seus acionistas esse voto devido as preocupações excessivas sobre os salários dos seus CEOs.

## Direitos trabalhistas
Obama apoiou o projeto de lei Employee Free Choice Act, que previa o aumento nas sanções nas violações dos direitos trabalhistas, chegando inclusive a prometer que o transformaria em lei.

## Salário mínimo
Obama foi a favor do aumento no salário mínimo federal de $5.15 por hora para $7.25 e votou pelo fim de um projeto de lei que obstruia o aumento.
Em 2011 ele foi a favor do aumento para $9.50 e aplicando-se depois o reajuste da inflação. Em seu Discurso sobre o Estado da União de 2012 ele insinuou propor uma legislação para elevar o salário mínimo para $9.00 por hora durante seu próximo mandato.

## Igualdade salarial
Obama é favorável ao conceito de igualdade salarial. Ele apoiou a legislação criada para aumentar a efetividade do Ato da igualdade salarial de 1963. Em 2007, a Câmara dos Representantes dos Estados Unidos aprovou o Lilly Ledbetter Fair Pay Act, que flexibiliza a prescrição para processos de igualdade salarial. A medida não passou pelo Senado em 2008, onde Obama e os demais Democratas não conseguiram desobstruir a pauta. No 111o ela foi aprovada novamente e Obama a sancionou em 29 de janeiro de 2009.

## Educação
Durante um debate em outubro de 2004 Obama afirmou que era contra o uso do vale educação em escolas particulares, devido ele acreditar que isso prejudica as escolas públicas. Em maio de 2009 foi noticiado que Obama continuaria aplicando os recursos para 1.716 alunos de Washington D.C. que já participavam do programa, até que estes se formassem no ensino médio, mas não haveria novos estudantes admitidos no programa.
Em um discurso em julho de 007 na Associação Nacional de Educação dos Estados Unidos, Obama apoiou o pagamento por mérito aos professores, onde as bases de mérito seriam desenvolvidas junto com os professores Obama também pediu aumento de salários para os professores.
O plano de Obama foi orçado em 18 bilhões de dólares ao ano e seria originalmente financiado pelo atraso do Projeto Constellation da NASA por cinco anos. mas, desde então, ele repensou a ideia e disse que procura por uma forma diferente de resolver a questão."
Ele também é contra o ensino do design inteligente como ciência, mas apoia o ensino da teologiatheology.
Obama propos o American opportunity tax credit que geraria créditos fiscais para a educação em troca de serviços comunitários.

## Política energética

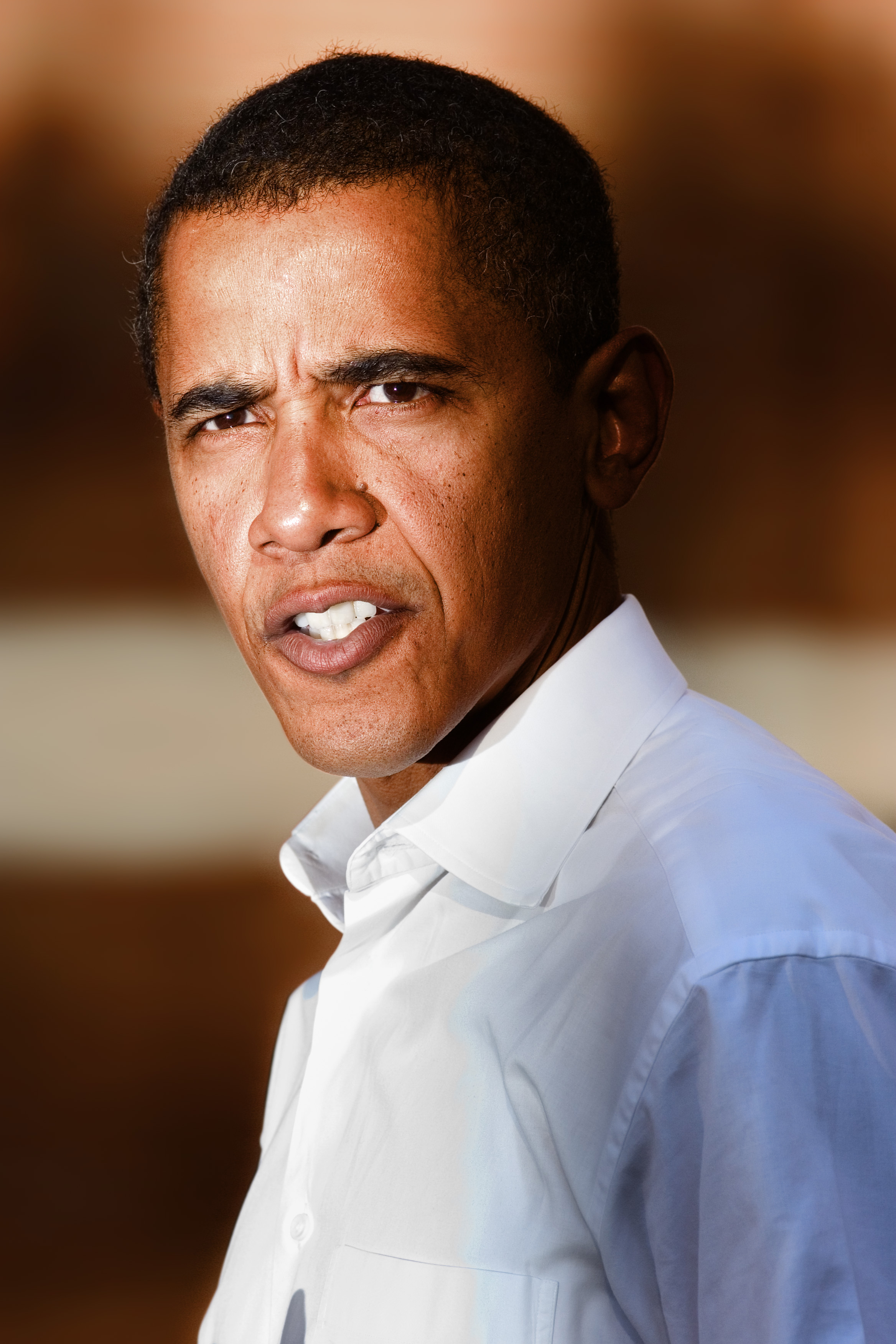
Barack Obama durante um discurso na Universidade do Sul da Califórnia.

No seu plano Nova Energia para a América, Obama propos a redução do total de petróleo consumido pelos Estados Unidos em pelo menos 35%, ou 10 milhões de barris por dia até 2030 para compensar as importações da OPEP.
Obama votou a favor do Energy Policy Act of 2005 que garante incentivos para a redução nacional do consumo de energia e encoraja p desenvolvimento de uma variedade de fontes energéticas. Isso também resultou em um aumento do imposto líquido para as empresas petrolíferas.
Obama e outros Senadores apresentaram o BioFuels Security Act em 2006. "É hora do congresso ver o que os fazendeiros do coração da América sempre souberam - que nós temos capacidade para diminuir a nossa dependência do petróleo estrangeiro pelo nosso próprio crescimento,", disse Obama. Em uma carta de 2006 ao presidente George W. Bush, ele se juntou a quatro outros Senadores de estados agrícolas do Centro-Oeste dos Estados Unidos para a manutenção uma tarifa de $0.54 por galão sobre o etanol importado.
Em uma entrevista de 4 de maio para a NBC, Obama disse, "temos um sério problema de alimentos ao redor do mundo. Temos o aumento no preço dos alimentos aqui nos Estados Unidos." "Não há dúvida de que o biocombustível pode estar contribundo para isso. E o que eu digo é, minha maior prioridade é ter certeza de que as pessoas tenham o que comer. E se isso acontecer nós teremos que fazer mudanças em nossa política sobre o etanol para ajudar as pessoas a ter o que comer, então esse é o passo que teremos que dar."
Sobre a questão da energia nuclear, em 2005 Obama afirmou, "... como o Congresso considera as políticas para enfrentar a qualidade do ar e os efeitos nocivos das emissões de carbono no ecossistema global, é razoável - e realista - que o uso da energia nuclear seja levado em consideração. Illinois tem 11 usinas nucleares - a maior quantidade de qualquer estado dos Estados Unidos – e a energia nuclear provem mais da metade da eletricidade de Illinois." Em relação aos planos de McCain para 45 novas usinas nucleares, Obama disse que isso não é suficiente, não é novo, não é o tipo de política energética que vai dar às famílias o alívio que eles precisam. Obama declarou-se contrário ao projeto de armazenamento de resíduos radioativos da Montanha Yucca em Nevada. Além disso, ele é contra a construção de novas usinas nucleares até que o problema do armazenamento do lixo nuclear seguro e o seu custo possam ser resolvidos.
Em 2006, as preocupações dos habitantes de Illinois acerca de vazamentos radioativos não relatados pela Exelon, Obama apresentou um projeto ao Senado para que a divulgação de tais vazamentos seja obrigatória. Em 2008, o The New York Times, que anteriormente apoiara Hillary Rodham Clinton, denunciou que, revisando seu projeto, Obama "removeu o termo obrigatoriedade notificação imediata por orientação aos reguladores". Em resposta, a campanha Obama citou uma análise da revista National Journal do projeto revisado mostrando que "O projeto de Obama requer que qualquer vazamento de material radioativo que exceda os níveis determinados pela Comissão Regulatória Nuclear e pela EPA seja informado ao estado, as autoridades e a CRN em 24 horas."
Obama e outros Senadores apresentaram um projeto em 2007 para promover o desenvolvimento de Automóvel híbrido plug-in comercialmente viáve e outros veículos elétricos para reduzir a dependência de combustíveis a base de petróleo e "possibilitar um transporte elétrico mais limpo e barato". Obama propos que o Governo dos Estados Unidos investa mais no desenvolvimento dessas tecnologias para reduzir a emissão de gases do efeito estufa.

## Saúde
Em 24 de janeiro de 2007 Obama falou sobre sua posição em relação a questão da assistência médica. Ele disse, "É chegada a hora da Assistência Médica Universal na América [...] Eu estou empenhado para que até o fim do primeiro mandato do próximo presidente tenhamos implantado a Assistência Médica Universal neste país." Obama chegou a dizer que acreditava ser errado que quarenta e sete milhões de americanos não tenham seguro, uma vez que os contribuintes já pagam mais de 15 bilhões de dólares ao ano. Obama citou o custo como razão para que muitos americanos não tenham seguro saúde. O plano de assistência médica de Obama inclui a implementação do direito garantido para os cuidados de saúde com preços acessíveis para todos os americanos, pagos com a reforma do seguro, redução de custos, eliminando a proteção de patente para produtos farmacêuticos e contribuições dos empregadores.